# Єфремов Михайло Тимофійович
Михайло Тимофійович Єфремов (нар. 22 травня 1911, село Ніколаєвка Самарської губернії, тепер Красноармійського району Самарської області, Російська Федерація — 19 березня 2000, місто Москва) — радянський державний діяч, 1-й секретар Куйбишевського, Челябінського і Горьковського обласних комітетів КПРС, заступник голови Ради міністрів СРСР, надзвичайний і повноважний посол СРСР у НДР та Австрії. Член ЦК КПРС у 1956—1976 роках. Член Бюро ЦК КПРС по РРФСР у 1959—1961 роках. Депутат Верховної Ради СРСР 4—8-го скликань.

## Життєпис
Народився в бідній селянській родині. У 1922—1927 роках виховувався в дитячому будинку міста Корсуня на Черкащині.
У 1927—1928 роках — завідувач агітаційно-пропагандистського відділу, секретар Самарського волосного комітету комсомолу (ВЛКСМ).
У 1928—1931 роках навчався в Самарському енергетичному технікумі.
У 1931—1933 роках — начальник інспекції енергокомбінату в місті Самарі.
Член ВКП(б) з 1932 року.
У 1933—1934 роках служив у Червоній армії: курсант команди 8-го відділу штабу Приволзького військового округу.
У 1934—1938 роках — заступник головного механіка, головний енергетик деревообробного комбінату в місті Самарі (Куйбишеві).
У 1938—1941 роках — студент Куйбишевського індустріального інституту.
У 1941 — січні 1942 року — головний енергетик будівництва заводу в місті Чапаєвську Куйбишевської області.
У січні — липні 1942 року — інструктор, у липні — жовтні 1942 року — завідувач відділу паливно-енергетичної промисловості Куйбишевського обласного комітету ВКП(б).
У жовтні 1942 — травні 1945 року — завідувач відділу електростанцій Куйбишевського обласного комітету ВКП(б). Одночасно у грудні 1943 — травні 1945 року — заступник секретаря Куйбишевського обласного комітету ВКП(б) з електростанцій.
У травні 1945 — листопаді 1947 року — завідувач організаційно-інструкторського відділу Куйбишевського обласного комітету ВКП(б).
У листопаді 1947 — грудні 1948 року — завідувач відділу нафтової і енергетичної промисловості та заступник секретаря Куйбишевського обласного комітету ВКП(б).
У грудні 1948 — травні 1951 року — завідувач відділу важкої промисловості Куйбишевського обласного комітету ВКП(б).
31 травня 1951 — 21 жовтня 1952 року — 2-й секретар Куйбишевського обласного комітету ВКП(б).
21 жовтня 1952 — 20 жовтня 1959 року — 1-й секретар Куйбишевського обласного комітету КПРС.
У грудні 1959 — березні 1961 року — завідувач відділу партійних органів ЦК КПРС по Російській РФСР.
16 березня 1961 — 4 грудня 1962 року — 1-й секретар Челябінського обласного комітету КПРС.
7 грудня 1962 — 16 січня 1963 року — голова Організаційного бюро Горьковського обласного комітету КПРС по промисловому виробництву.
16 січня 1963 — 15 грудня 1964 року — 1-й секретар Горьковського промислового обласного комітету КПРС.
15 грудня 1964 — 27 грудня 1965 року — 1-й секретар Горьковського обласного комітету КПРС.
13 листопада 1965 — 29 жовтня 1971 року — заступник голови Ради міністрів СРСР.
30 жовтня 1971 — 7 березня 1975 року — надзвичайний і повноважний посол СРСР у Німецькій Демократичній Республіці (НДР).
10 березня 1975 — 26 жовтня 1986 року — надзвичайний і повноважний посол СРСР в Австрійській Республіці.
З жовтня 1986 року — персональний пенсіонер союзного значення в Москві.
Помер 19 березня 2000 року. Похований в Москві на Кунцевському цвинтарі.

## Нагороди
- три ордени Леніна
- орден Жовтневої Революції (21.05.1981)
- орден Трудового Червоного Прапора
- орден Червоної Зірки
- орден Дружби народів
- орден Пошани за Заслуги перед Австрійською Республікою (Австрія)
- медалі
- надзвичайний і повноважний посол СРСР